# Anàlisi del patró de vida
Anàlisi del patró de vida és un mètode de vigilància que s'utilitza específicament per documentar o comprendre els hàbits d'un o més individus. Aquesta informació pot ser utilitzada potencialment per predir les accions futures de l'individu sota vigilància. Aquesta forma de control es realitza generalment sense el consentiment del subjecte i per motius que no es limiten només a la seguretat, els  beneficis, la investigació científica, els censos normals i l'anàlisi de trànsit. A diferència d'aquestes àrees específiques de vigilància, l'anàlisi del patró vida no està limitada a un únic mitjà sinó que pot abastar qualsevol cosa en la vida individu (o individus) que van des dels seus hàbits de navegació a Internet fins a un registre d'eleccions realitzades per tal per determinar una "preferència" estadística.